# オー・マイ・ジャンプ! 〜少年ジャンプが地球を救う〜
ドラマ24 第50弾特別企画『オー・マイ・ジャンプ! 〜少年ジャンプが地球を救う〜』（オー・マイ・ジャンプ しょうねんジャンプがちきゅうをすくう）は、2018年1月13日から3月24日までテレビ東京をはじめとして、TXN各局他で放送された連続テレビドラマ作品。

## 概要
2018年、日本の少年漫画雑誌において数々のヒット作を生み出した『週刊少年ジャンプ』（集英社刊。以下『ジャンプ』と略記する場合あり）が創刊50周年を迎えたのと、テレビ東京の深夜帯で数々のヒット作を生み出した連続ドラマ枠・ドラマ24が同年1月期でちょうど50作品目を放送するのと、両方が偶然同時期に「50」という数に到達したことに関連づけて、『少年ジャンプ』自体を基盤に据えた「コラボドラマ」が世に出ることとなった。
このような経緯であることから、本作はジャンプ編集部が全面協力し、出演者が歴代作品のキャラクターに扮したコスプレをしたり、往年の名作や近年の傑作における作中のベストエピソードや制作時の秘話などを熱く語るなど、全編にわたって『ジャンプ』にまつわる物語が展開される。
しかし本作は単なる「うんちく語り」にとどまらず、最終的には本作の作品世界自体に未曾有の危機が発生、この危機を救うため主要登場人物たちが憧れたジャンプヒーローのように地球を救う事になるという「ヒーローもの」の要素も含まれている。

## ストーリー
どこにでもいるような平凡で冴えない普通のサラリーマン・月山浩史は今日もパワハラ上司から逃げるため外回りと称して公園でサボっている。公園では子供たちが『ジャンプ』を読み、どの作品のヒーローになりたいとか雑談に花を咲かしているのを聞きながらボンヤリしていると、彼のもとに胡散臭い男が近づいて「いい店ありますよ」と言いながら月山を強引にその店に連れてきた。
入店すると、そこは週刊少年ジャンプ全巻・数々の名作ジャンプ・コミックス単行本がズラリと収蔵され、歴代ジャンプキャラのコスプレをした客が楽し気に歓談するジャンプファンのための「楽園」・・・その名も秘密クラブ「オー・マイ・ジャンプ!」。
店内のあまりの濃さに若干クラクラする月山であったが、その「気」にあてられるうち、徐々に彼の中に長年秘めてきた「ジャンプ愛」が蘇り始める。

## キャスト

### 主要人物
月山浩史（つきやま ひろし）〈34〉
演 - 伊藤淳史
本作の主人公。かつて『少年ジャンプ』を読み漁り、ヒーローたちの活躍に胸を躍らせた少年時代を経て、現在は中小企業（飲料メーカー「太陽ドリンコ」）に勤めるごく普通のヒラサラリーマン。自身が幼少時から青年期までのジャンプ漫画は詳しいが、それ以外は知識が薄い。
「オー・マイ・ジャンプ!」には初めの頃は会員だと酒各種が1000円ポッキリで呑み放題だったので通っていたが、自分の中に眠っていた『ジャンプ』への愛が（無自覚に）覚醒して以降は立派な常連となり、他の常連が抱える悩みを成り行きで解消することが多くなっている。
コスプレ
- 『ONE PIECE』「モンキー・D・ルフィ」

火村智子〈20〉
演 - 生駒里奈（当時 乃木坂46）
大学生。『NARUTO』のファンで。一旦スイッチが入るとジャンプ語りが止まらなくなる。
普段は大人しく他人とのコミュニケーションや恋愛下手な反動で「少年ジャンプに恋愛マンガは不要」という持論を持つ。最終的に高原優衣の後継として秘密クラブ「オー・マイ・ジャンプ！」でアルバイトをし、その後営業（ただしどこの会社かは劇中では語られない）の仕事をすることになったことを月山に報告する。
コスプレ
「オー・マイ・ジャンプ!」では通常『NARUTO』の登場人物のコスプレをしている。
- 『NARUTO』「うずまきナルト」 - 通常衣装
- 『NARUTO』「桃地再不斬」 - 第2話
- 『キャプテン翼』「中沢早苗」(小学生時代) - 第5話
- 『BLEACH』「朽木ルキア」 - 第8話
- 『ONE PIECE』「トニー・トニー・チョッパー」 - 第10話

金城真治〈26〉
演 - 栁俊太郎
「オー・マイ・ジャンプ!」常連客。漫画家を志し日々努力しているものの、描く作品がことごとく歴代ジャンプ作品の要素を（無自覚に）ツギハギしたような内容のため編集者の怒りを買ってしまう。オリジナリティを追求しようにも人生経験が少ない事から行き詰まり一時は夢を諦め田舎に帰ろうとしたが、絶望のどん底に沈んだ彼に月山が言った一言をきっかけに故郷の父親との想い出を元にした漫画を描き、なんとか踏みとどまることができた。高校時代はヤンキーであり、美樹をけなされるとその頃に戻ったかのような口調になる。
コスプレ
- 『ろくでなしBLUES』「前田太尊」
- 『ONE PIECE』「トニー・トニー・チョッパー」 - 第10話

木暮美樹〈38〉
演 - 佐藤仁美
「オー・マイ・ジャンプ!」常連客。常連客の中では一番頻繁にコスプレを変える。
本職は自身が経営する肛門科専門病院「ウッドクリニック」の女医。この病院は元来は父のもので、それを継ぐため子供の頃から勉強の日々で恋人も作れず、待合室に置いていた『ジャンプ』とその連載作品に登場する仲間たち、中でも『シティーハンター』の主役・「冴羽獠」に憧れることが数少ない安らぎだった。今でも独身で、冴羽のような完璧な男でないと自分には釣り合わないと周りに公言している。
コスプレ
- 『Dr.スランプ』「則巻アラレ」 - 第1話、第2話、第11話
- 『ドラゴンボール』「ブルマ」 - 第2話、第4話
- 『ろくでなしBLUES』「七瀬千秋」 - 第3話
- 『こちら葛飾区亀有公園前派出所』「秋本・カトリーヌ・麗子」 - 第8話
- 『ONE PIECE』「トニー・トニー・チョッパー」 - 第10話

水川康介〈55〉
演 - 寺脇康文
「オー・マイ・ジャンプ!」常連客。金融機関勤務だったが、リストラにあう。妻子あり。『聖闘士星矢』のファン。
のちに周囲に話していた経歴が嘘であること、家族に趣味を隠していたことが判明し、トラブルのもととなる。最終的に土田から秘密クラブ「オー・マイ・ジャンプ!」5代目マスターを引き継ぐ。
コスプレ
- 『聖闘士星矢』「ドラゴン紫龍」 - 通常衣装
- 『ONE PIECE』「トニー・トニー・チョッパー」 - 第10話

土田跳躍（つちだ ちょうやく）
演 - 斉木しげる
秘密クラブ「オー・マイ・ジャンプ!」マスター。月山の中に埋もれたジャンプ愛を見出し、店に連れてくる。
店の会員になるための条件として「一日一回ヒーローらしい事をする」事を月山に申し告げる。これは単なる営業トークでは無く、月山をはじめとする常連客がその行いを実行し「ジャンプ愛」に覚醒めた際、店内の冷蔵庫に客の姓一文字（月山の場合は「月」）の字が刻印されたガラスの卵状の物体を置き、何か意味深な独り言を語る。
自身も上記の「ヒーローらしいことをする」行為に関わっており、第5話ではある少年の『ジャンプ』に絡んだ願いを叶えるために若くは無い肉体にムチを打って『キャプテン翼』に登場した必殺技の一つ「スカイラブハリケーン」を月山と実演、覚醒を果たしている。
実は100年後の未来から来た未来人で、漫画を守るために協力者を探していた。
コスプレ
- 『僕のヒーローアカデミア』「オールマイト」

黒塚朝日〈30〉
演 - 馬場徹
飲料メーカー「冥王ボトラーズ」の優秀な営業マンで自称「世紀末営業王」。月山への二人称に「うぬ」を用いるなど、妙に劇画がかった口調が特徴。月山の顧客を手練手管で奪った事を期に、それを取り戻そうと東奔西走する月山とブツかり、ライバル的な存在になる。しかし、実は彼も子供のころは『少年ジャンプ』の愛読者で、ある時に盗まれそうになった『少年ジャンプ』を月山に取り戻してもらったことがあったが、いつしか孤独に慣れていた。しかし自身が窮地に立たされた時に仲間の大切さを知って、月山にピンチを救ってもらって以来、月山と和解。それ以降は彼自身も秘密クラブ「オー・マイ・ジャンプ！」に足しげく通うようになる。
コスプレ
- 『北斗の拳』「ケンシロウ」

大嵐 寿三郎（おおあらし じゅざぶろう）〈45〉
演 - ケンドーコバヤシ
太陽ドリンコ営業4課課長。いろいろあって以前いた営業課から異動してきた月山の直属上司にあたる。社長や会長でもないのに常に和服を着て職務にあたり、居丈高で豪快な口調で喋る。痔の持ち主で、月山が患った際には「ウッドクリニック」を紹介した。
コスプレ
- 『魁!!男塾』「江田島平八」

高原結衣〈21〉
演 - 山﨑萌香
「オー・マイ・ジャンプ!」のアルバイト店員。

### ゲスト
複数話に登場する場合は演者名ヨコの括弧（）内に表記。
第1話
水戸愛実
演 - 最上もが
太陽ドリンコ営業課の女性社員。阿久のパワハラの標的にされているが、家計を一人で支えているため、辞めるに辞められない状況にある。
阿久課長
演 - 浅香航大
太陽ドリンコ営業課長。社長の甥。部下にパワハラを繰り返している。
第2話
佐々木
演 - 小関裕太
火村智子に想いを寄せられている。
岩田
演 - 坂本真
月村の営業先であるカフェの店長。黒塚のアイデアで店が繁盛しだしたため、太陽ドリンコとの契約を打ち切る。
第3話
金城文太
演 - 野添義弘
金城真治の父親。沖縄でウミブドウの養殖業をしている。
第4話
隼人
演 - 吉田メタル
木暮美樹の病院に彼女の父の代から勤める看護師。『シティーハンター』のファンで、風貌も『シティーハンター』の登場人物「海坊主（伊集院隼人）」に似ている。
ジョン山下
演 - 湯江タケユキ
木暮美樹がパーティーで出会った「イケメン国際弁護士」。木暮に猛烈なラヴアタックをしたその日から付き合いはじめ、短期間で婚約直前までいく。
泪子、瞳美、愛香
演 - 倉持由香（泪子）、明日花キララ（瞳美）、牧野ステテコ（愛香）
「オー・マイ・ジャンプ!」の客。木暮美樹が自分を「完璧な女」と月山たちに言っているのを聞き捨てならず、木暮にセクシー勝負を挑む。
コスプレ
『キャッツ・アイ』「来生三姉妹（泪・瞳・愛）」
第5話
柏原光
演 - 岩田龍門
月山が黒塚に奪われた営業先「岬フットサルパーク」に通う小学生。幼い頃父にスカイラブハリケーンを繰り出すのを見せてもらったと友達に言ったら全く信じてもらえず、もう一人のスカイラブハリケーンの使い手（ロナウド）を求めて「オー・マイ・ジャンプ!」に来店する。
柏原涼子
演 - 松野井雅
光の母親。以前は「オー・マイ・ジャンプ!」の常連客で夫とは店で知り合って結婚した。グラマラスなセクシーボディの持ち主で、息子の件で店に来店した時は下記のセクシーコスプレを披露していた。
コスプレ
『ワンピース』「ボア・ハンコック」
ロナウド本城
演 - ワッキー（ペナルティ）
「岬フットサルパーク」の雇われコーチ。風貌は「ロベルト本郷」に似ているが普通の人。以前は彼も「オー・マイ・ジャンプ!」の常連客で相棒（光の父親）と組んでスカイラブハリケーンができたそうだが、ある理由でケンカ別れした。光の件で来た月山とマスターにスカイラブハリケーンを伝授する。
第7話
水川麻里
演 - 田中美奈子
水川の妻。浮気を疑い激怒する。実は『聖闘士星矢』ファンでコスプレイヤー。
コスプレ
『聖闘士星矢』「鷲星座の魔鈴」
水川沙莉
演 - 堀田真由
水川の娘。父母がコスプレを嗜む趣味を持っていたことは全く知らなかったため、浮気騒動の際に夫妻そろって聖衣姿になった事に困惑する。
第8話
日向翔陽
演 - 須賀健太
「オー・マイ・ジャンプ!」の店内にいた某高校のバレーボール部員らしき少年。
演じた須賀は『ハイキュー!!』舞台版で「日向翔陽」を演じており、そのままの姿で登場した。
秀麻呂
演 - 猫ひろし
太陽ドリンコ営業4課に所属する、月山の同僚。
スーザン、王大人、仁蒋
演 - 波岡一喜（スーザン）、三谷昌登（王大人）、野呂佳代（仁 蒋）
月山が黒塚に奪われた元・得意先。全員水商売系の方々で全員同じ雑居ビルに店を出している。月山は自分の営業成績不振のせいで大嵐課長が中国に強制転勤させられると思い、せめて去りゆく課長に「男気」を見せたいと一念発起。ビルで待ち構える彼らの無茶な要求に耐えながら再び顧客となってもらうように奮闘する。
第9話
審査員
演 - 関根勤
「オー・マイ・ジャンプ!」で開催された常連客のためのイベント「天下一武道会」審査員長として招かれた男性。以前は「オー・マイ・ジャンプ!」三代目マスターであり、イベント終了後、現マスター土田に「君に店を任せて正解だった」と労いの言葉をかけた。
第10話
黒塚 香奈
演 - 松井愛莉
黒塚の妹。入院中。
森室長
演 - 清水昭博
コスプレイヤー。実は冥王グループ室長。
コスプレ
『ONE PIECE』「ウソップ」
蔵原部長
演 - 福田転球
黒塚の上司。黒塚に架空取引を勧める。
医師
演 - 足立梨花
香奈の主治医。
最終話
AI
演 - 鈴木梨央（声の出演：神谷明）
100年後の未来で漫画を検閲するAI。少女の姿をしている。ジャンプ漫画は現実味がなく、暴力性が高いとすべて検閲対象である。
ビデオガール・天野アイ
演 - 西野七瀬（友情出演）
『電影少女』の登場キャラクター。本編終了後のエピローグに登場。テレビ東京同クール放送の『ジャンプ』掲載漫画が原作であることが縁で出演。西野は全話撮影終了後であったため、アイに扮するのが久々であった。

## 劇中で語られるジャンプ連載経験漫画家
劇中では登場人物の「うんちく語り」の際に、時折り『ジャンプ』の歴代連載作品を描いた経験のある漫画家の、連載におけるエピソードやスゴいテクニック・多方面への影響が語られる。連載エピソードを語る場合は再現ドラマ風で描かれ、その漫画家を伊藤淳史が演じる。
以下は1つの話の中で語られるうち、代表的なもの（あくまでも本作で語られた内容なので事実とは多少異なる場合がある）。
第1話
ゆでたまご
『キン肉マン』連載から1年ほどの頃、絵柄と物語を若干大人っぽく描いていた時期に人気が低迷。あわや連載打ち切りの話も出たが、編集者の檄とマンガ家をやめたくないという気持ちから「火事場のクソ力」を発動させ奮起、本来の読者層である子供たちに合わせた絵柄と物語に軌道修正し、再び人気が上昇した。
第2話
岸本斉史
『NARUTO』連載終了時、歴代担当者が勢揃いし最終話の原稿を受け取ったあと、「（最終回ではナルトが結婚したが）なぜその詳細を描かなかったのか?」と問いかける。岸本は「ジャンプに恋愛要素はいらないと思ったから」と答えたが、自分は連載中に結婚し子供を持つに至っており、その経験から「いつかはナルトの恋愛の話も描いてみたい」とも語った。その想いは後に総監修を務めたアニメ版NARUTOの映画『THE LAST -NARUTO THE MOVIE-』で結実した。
第3話
森田まさのり
高校を卒業後、すぐに漫画家の道を進んだため人生経験が少ない事からオリジナリティあるマンガを描けず、なかなか芽が出ずにいた。どん底の中、高校時代の様々な思いや経験を元にした漫画（『ろくでなしBLUSE』の原型）を描いたところ編集者に認められ、ジャンプ連載作家への道が開けた。
第4話
北条司
『シティーハンター』を執筆していたある時、手が乾燥し激痛に耐えながら原稿を描いていたが、手に薬を塗ると原稿を汚してしまうので、薄いゴム手袋をしながら作品を完成させた。
第5話
高橋陽一
元々は野球少年で卒業後は漫画家を志し、『ジャンプ』に野球漫画を持ち込む日々を送っていたが、アルゼンチンワールドカップの試合中継をテレビ観戦した事を機にサッカーの面白さを知り、サッカー漫画を描き始め、それが『キャプテン翼』へと繋がっていくこととなった。
第6話
荒木飛呂彦
作品の特徴である人物の立ち姿にひねりを加えた「ジョジョ立ち」は、ミケランジェロをはじめとするルネッサンス期の彫刻に影響を受けた。
第7話
車田正美
前作『男坂』までと同じ男っぽい作品を書きたかったが、担当編集から連載許可が出ず「世界を舞台にしたもの」をと提言される。当時ジャンプ編集部では「海外を舞台にした作品は当たらない」というジンクスがまことしやかに語られていたが、ギリシャ神話をモチーフに選んだことで女性ファンを取り込み、アニメ化を経て海外からのファンも得ることとなった。当初は自分の望むフィールドの作品ではなかったが、結果として男っぽさを描くことにも成功した。
第8話
宮下あきら・本宮ひろ志
宮下は本宮の描く男気あふれる漫画に憧れ、彼の弟子（的な存在のアシスタント）になった。本宮の熱血指導にもめげず日々精進し続けた結果、本宮のメガネに適う漫画作品（『私立極道高校』の原型）を描きあげる。本宮はジャンプ編集部にいきなり電話し、「宮下の作品を新連載（しかも巻頭カラー4話連続で）せよ」と伝える。実は宮下はその作品を他社の編集部に持ち込んでいたのだが、本宮の迫力ある箴言を受け入れ（その編集部には本宮が断りの電話を入れた）、華々しいジャンプデビューを飾ることとなる。
第9話
鳥山明
世界的大ヒットとなった『ドラゴンボール』は、静止した絵なのに、まるで動画のように立体的なアングルを駆使した躍動感にあふれる戦闘シーンが読者をワクワクさせたが、集英社「ドラゴンボール室」に所属する社員・内田大樹はこの凄ワザの秘密を「鳥山先生は（頭の中に）常に複数のカメラを持っていて、一つのシーンを、あらゆる方向で見ている（かのようにイメージ出来る）ので、キャラの位置関係を正確に把握し、多彩な角度から描ける（と言っていた）」と述べている。
第10話
尾田栄一郎
2年間描いても描いてもまったく紙面掲載されない時期があり、他の漫画家が怪物に見えて、ストレスから1週間体が動かなくなる。「漫画家はなるべくして生まれた人がなる職業なんだ」と一度は諦めるが、頑張りを見ていた編集の久島薫が「僕はお前みたいに頑張って、報われなかった人を見たことがない」と引き止め、その後原点回帰で執筆した作品が『ONE PIECE』の原型となった。

## スタッフ
- 企画協力 - 集英社『週刊少年ジャンプ』編集部
- ナレーション - 神谷明
- 監督 - 三木康一郎、今泉力哉、青山貴洋、岸川正史、堀英樹
- 脚本 - 根本ノンジ、西条みつとし、横幕智裕、粟島瑞丸、守口悠介
- 音楽 - 林ゆうき、池田善哉
- コスプレ協力 - ドワンゴ
- コスプレアドバイザー： - ウサコ
- 漫画監修 - 神木匠仁
- 演出補 - 岸川正史 柿田裕左 日高貴士 上野貴弘
- チーフプロデューサー - 浅野太（テレビ東京）
- プロデューサー - 阿部真士（テレビ東京）、橘康仁（たちばな やすひと）・堀英樹（ドリマックス・テレビジョン）
- 制作 - テレビ東京、ドリマックス・テレビジョン
- 製作著作 - 「オー・マイ・ジャンプ!」製作委員会

### 主題歌
オープニング・テーマ
「My Hero」
04 Limited Sazabys（日本コロムビア）

エンディング・テーマ
「灯せ」
BLUE ENCOUNT（Ki/oon Music）

## 放送日程
| 各話   | 放送日  | サブタイトル                                    | ラテ欄                                                                                            | 脚本                | 監督       |
| ------ | ------- | ----------------------------------------------- | ------------------------------------------------------------------------------------------------- | ------------------- | ---------- |
| 第1話  | 1月13日 | へのつっぱりはいらんですよ の巻                 | キン肉ヒーロー覚醒 火事場のクソ力でパワハラ将軍をぶっ倒せ                                         | 根本ノンジ          | 三木康一朗 |
| 第2話  | 1月20日 | 好きなんだってばよ! の巻                        | ナルト大好きオタク女子がイケメン前に霧隠れ!? 禁断の初告白                                         | 根本ノンジ          | 三木康一朗 |
| 第3話  | 1月27日 | もっと自分に正直になるんだ! ベイベーッ! の巻    | ろくでなし大傑作!? 燃やせ! ヤンキー魂! パクリ漫画を超えろ                                         | 西条みつとし        | 青山貴洋   |
| 第4話  | 2月03日 | 恋の合図はXYZ の巻                              | シティーハンター! 絶叫! もっこり対決!? VSセクシー美女軍団                                         | 根本ノンジ          | 今泉力哉   |
| 第5話  | 2月10日 | ボールはともだち の巻                           | キャプテン翼の奇跡 命がけパフパフと涙の必殺技で少年を救え                                         | 粟島瑞丸            | 今泉力哉   |
| 第6話  | 2月17日 | 自分を乗り越える事さ! の巻                      | 消えたジョジョ47巻 容疑者は4人!? スタンド発動(秘)鞄チェック                                       | 西条みつとし        | 三木康一朗 |
| 第7話  | 2月24日 | 燃えろ、オレの小宇宙（）ーッ! の巻              | 麗しき聖闘士星矢! 紫龍の不倫に妻激怒!? 燃えろ!! 俺のコスモ                                        | 守口悠介 根本ノンジ | 岸川正史   |
| 第8話  | 3月03日 | 死という文字はあっても敗北という文字はない の巻 | 魁!! 男塾! 精神修養で男を磨け! 油風呂!? 直進行軍で(秘)キス!!                                      | 横幕智裕            | 岸川正史   |
| 第9話  | 3月10日 | オラ、ワクワクすっぞ! の巻                      | ドラゴンボール愛! フリーザに勝った人!? 悟空はダメ男!? 究極の恋愛漫画説…パフパフ感涙(秘)エピソード | 横幕智裕            | 堀英樹     |
| 第10話 | 3月17日 | くらえ、ゴムゴムの銃乱打（）! の巻              | ワンピース! 冒険王VS宿命ライバル!? 尾田栄一郎(秘)初出し裏話                                       | 根本ノンジ          | 三木康一朗 |
| 最終話 | 3月24日 | 少年ジャンプが地球を救う の巻                   | マンガ消滅!? 100年後の未来で美声AIと対決! 地球を救え                                              | 根本ノンジ          | 三木康一朗 |